# Forth and Clyde Canal
Het Forth and Clyde Canal is een 56 km lang kanaal in Schotland dat de Firth of Forth verbindt met de Firth of Clyde op het smalste gedeelte van de Schotse laaglanden en zo het land van kust tot kust dwarst.
Gezien het kanaal een hoogte dient te overwinnen, en er dus debiet is langs de in totaal 39 sluizen, wordt het kanaal centraal op het hoogste punt gevoed door een hiertoe aangelegd wachtbekken in de Kilsyth Hills, Birkenburn Reservoir. Met een aquaduct wordt het water in de omgeving van Kilsyth naar het kanaal geleid. Aan de westzijde sluit het kanaal aan op de rivier Clyde dicht bij het dorpje Bowling in West Dunbartonshire. Aan de oostzijde sluit het kanaal aan op de rivier Forth via een kort traject op de zijrivier Carron in de omgeving van Grangemouth.
Het kanaal werd aangelegd tussen 1768 en 1790. Het laat scheepvaart toe met boten tot 20,9 m lang, 6m breed en 1,83 m diepgang. De vrije doorvaarthoogte bedraagt 2,77 m.
Het kanaal speelde een rol in de maritieme geschiedenis. Met de gepatenteerde stoommachine van ingenieur William Symington ontwikkelde Thomas Dundas een stoomschip en in maart 1802 sleepte de eerste praktische stoomboot ter wereld, de Charlotte Dundas, twee 70-tons bakken 30 kilometer over het Forth and Clyde Canal naar Glasgow. Een tweede grote innovatie was het lanceren van de Vulcan in 1819. Deze bescheiden passagiersbark voortgetrokken door paarden was het eerste schip ter wereld met een volledig ijzeren romp. 
Het kanaal was in de loop van de 20e eeuw in onbruik geraakt in die mate dat in 1963 een aangelegde snelwegdwarsing het kanaal zelfs in twee gedeeltes had opgebroken eerder dan een nieuwe brug te voorzien, en dat bepaalde sluizen dichtgegooid waren en de oppervlakte vervolgens bebouwd werd. In de laatste decennia werd evenwel het kanaal gerevitaliseerd door deze ingrepen ongedaan te maken. Het kanaal werd in 2002 bij Falkirk verbonden met het Union Canal middels het Falkirk-wiel waarvan de constructie in 2000 werd aangevat en dat sindsdien uitgroeide tot een lokale toeristische attractie.